# Yleyrodes isoberlinae
Yleyrodes isoberlinae là một loài côn trùng cánh nửa trong họ Aleyrodidae, phân họ Aleyrodinae.
Yleyrodes isoberlinae được Bink-Moenen miêu tả khoa học đầu tiên năm 1983.